# كلوغمور

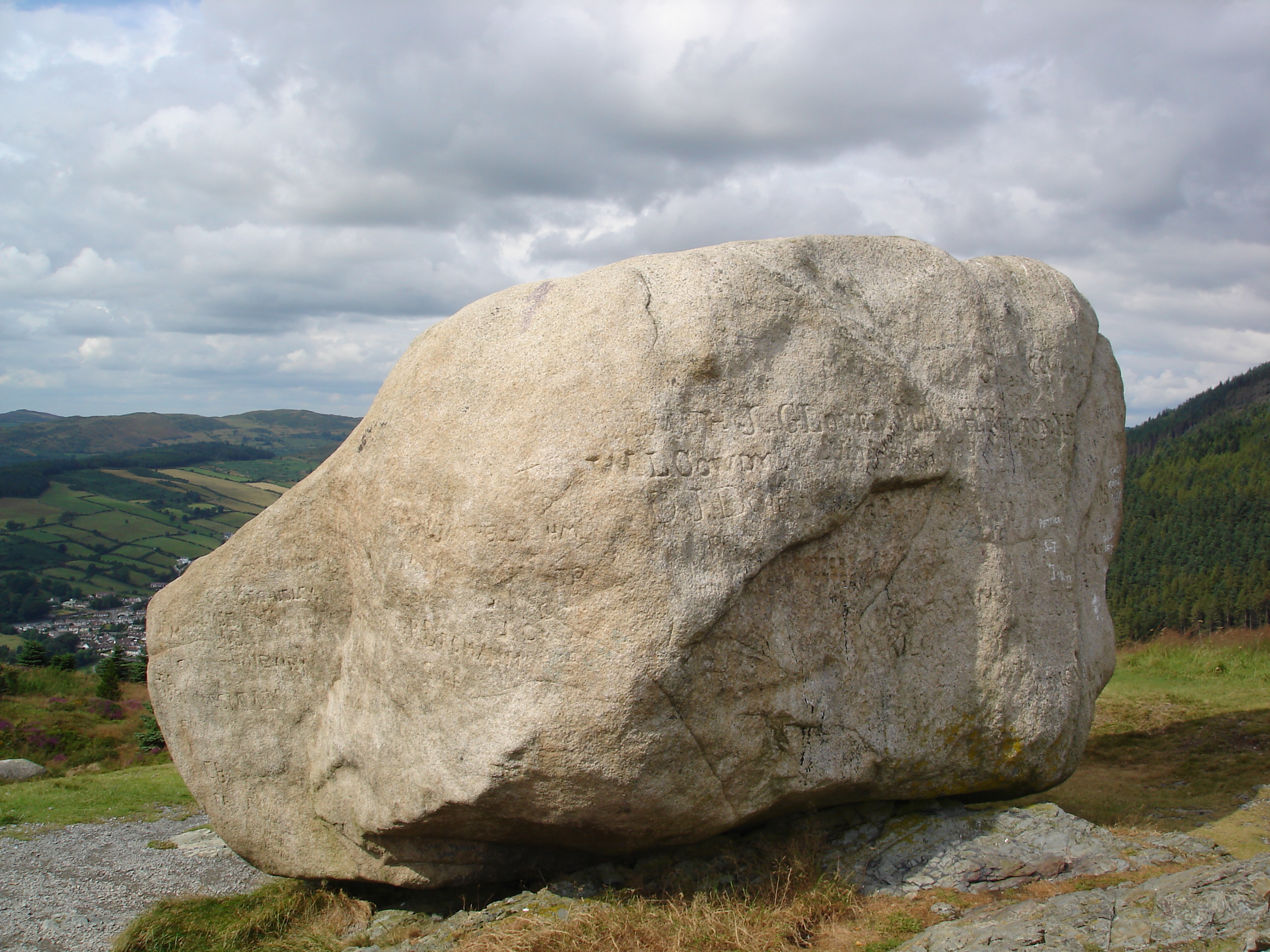
صخرة كلوغمور.

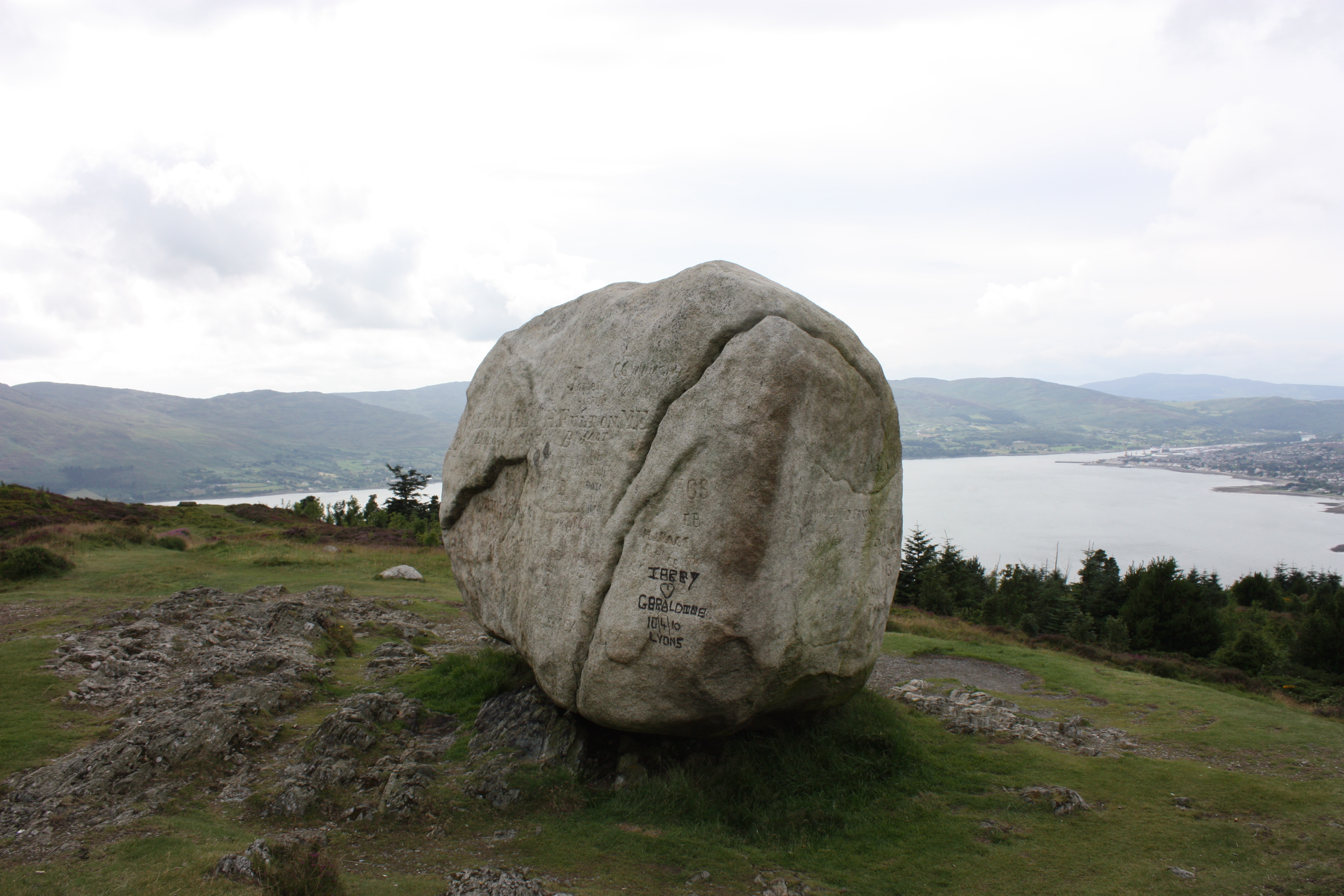
صخرة كلوغمور، روستريفور، يوليو 2010.

كلوغمور (بالأيرلندية: An Chloch Mhór)، وتعني «الحجر الكبير» وهي معروفة محلياً بهذا الاسم، وهي عبارة عن صخرة ضخمة من الجرانيت تطفو على سفح الجبل على إرتفاع 1000 قدم (300 متر) فوق قرية روستريفور، مقاطعة داون، أيرلندا الشمالية. تقع على منحدرات سليف مارتن في كيلبروني باك، ويطل على غابة روستريفور وكارلينجفورد لوف وشبه جزيرة كولي. إنها وجهة شهيرة للزوار، وهي جزء من محمية طبيعية وطنية ومنطقة ذات أهمية علمية خاصة.
صخرة الجرانيت، التي تبلغ كتلتها المحسوبة 50 طنًا، عبارة عن كتلة جليدية غير منتظمة، يُعتقد أنها نُقلت من إسكتلندا (من جزيرة في خليج ستراثكلايد) وترسبت منذ حوالي 10000 عام عن طريق إنحسار الجليد خلال آخر عصر جليدي. تقع على منطقة مسطحة نسبيًا من الصخور السيلورية.
تقول الأسطورة المحلية أن الحجر العملاق فيون ماك كومهيل ألقي من جبال كولي على الجانب الآخر.